# Sore ga seiyū!
Sore ga seiyū! (jap. それが声優！) – manga dōjin w formacie yonkoma opracowana przez Masumi Amano i zilustrowana przez Kenjirō Hatę, wydawana przez kółko Hajimemashite. na festiwalu Comiket od 31 grudnia 2011 (Comiket 81) do 14 sierpnia 2017 (Comiket 92).
Na podstawie mangi powstał spin-off oraz telewizyjny serial anime i odcinek OVA wyprodukowany przez studio Gonzo.

## Fabuła
Trzy początkujące aktorki głosowe (seiyū) Futaba Ichinose, Ichigo Moesaki i Rin Kohana doświadczają problemów związanych z pracą aktorki głosowej. Gdy z nimi się borykają, tworzą własną internetową audycję radiową i zespół Earphones.

## Bohaterowie

### Główni
Futaba Ichinose (jap. 一ノ瀬 双葉 Ichinose Futaba)
Seiyū: Rie Takahashi 
Nieśmiała i nerwowa początkująca aktorka głosowa. Ma tendencję do zastanawiania się nad tym, jaką rolę daje. W międzyczasie pracuje na pół etatu w sklepie spożywczym. Ma również lalkę nazwaną Korori-chan (jap. コロリちゃん), która czasem się odzywa, żeby ją zachęcić (w anime Korori-chan jest również używana do wyjaśnienia różnych aspektów branży aktorskiej).
Ichigo Moesaki (jap. 萌咲 いちご Moesaki Ichigo)
Seiyū: Yuki Nagaku 
Nadpobudliwa dziewczyna, która często twierdzi, że jest księżniczką z planety truskawek w ramach swojej postaci. Pracuje na pół etatu, z których czasem zostaje zwolniona z powodu nieobecności. Ma wesołą postać, która potrafi sprawić, że Futaba i Rin niosą atmosferę.
Rin Kohana (jap. 小花 鈴 Kohana Rin)
Seiyū: Marika Kouno 
Grzeczna, 15-letnia dziewczyna, która wykonuje role głosowe, a także uczęszcza do gimnazjum. Pomimo jej wieku ma doskonałe zdolności jako aktorka głosowa.

### Aozora Production
Hikari Shiodome (jap. 汐留 ヒカリ Shiodome Hikari)
Seiyū: Hitomi Nabatame 
Starsza aktorka głosowa Futaby z tej samej agencji.
Aoi Konno (jap. 紺野 あおい Konno Aoi)
Seiyū: Nozomi Furuki 
Menadżer Aozora Production, który rozpoczyna pracę jako menedżer Futaby, a potem jest odpowiedzialny za zespół Earphones.
Atsumari-san (jap. 集さん)
Seiyū: Ami Koshimizu 
Starszy menadżer Aozora Production.
Taisuke Yamori (jap. 家守 太輔 Yamori Taisuke)
Seiyū: Nobuyuki Hiyama 
Starszy aktor głosowy Futaby, który był dla niej ostry, ale przyszedł ją poznać po swoim występie, gdy razem z Rikiyą Koyamą podkładali głos do zagranicznego horroru.

### Ekipa produkcyjna Budha Fighter Bodhisattvon
Kaibara-san (jap. 海原さん)
Seiyū: Kenta Miyake 
Producent, który szukał Futabę, Ichigo i Rin do poprowadzenia radia internetowego i stworzenia zespołu Earphones.
Producent dźwięku (jap. 音響監督 Onkyō kantoku)
Seiyū: Eiji Takemoto 
Reżyser (jap. ディレクター Direkutā)
Seiyū: Susumu Chiba 

### Grupa teatralna Sakuranbo
Sayo-chan (jap. サヨちゃん)
Seiyū: Ayane Sakura 
Przyjaciółka i koleżanka z klasy Rin, która również uważała się za jej pierwszą fankę.
Menedżer grupy Sakuranbo (jap. 劇団さくらんぼマネージャー Gekidan Sakuranbo manējā)
Seiyū: Akemi Kanda 

### Rozrywka głosowa
Menedżer rozrywki głosowej (jap. ボイスエンタテイメントマネージャー Boisu entateimento manējā)
Seiyū: Yūji Ueda 

### Rodzina członkin zespołu Earphones
Ojciec Ichigo (jap. いちごのお父さん Ichigo no Otōsan)
Seiyū: Kentarō Itō 
Matka Rin (jap. 鈴のお母さん Rin no Okāsan)
Seiyū: Satomi Satō 

## Manga
Pierwszy tom dōjin mangi został wydany 31 grudnia 2011, podczas Comiketu 81. Kolejne z nich ukazywały się na kolejnych edycjach festiwalu. Ostatni został wydany 14 sierpnia 2017, podczas Comiketu 92. Ogółem wydano 14 tomów dōjin (w tym 2 internetowe). 
W 2015 roku poinformowano, że nakładem wydawnictwa Lawson HMV Entertainment tomy dōjin zostaną wydane w wersji tankōbon. Pierwsze trzy z nich ukazały się w sprzedaży 8 lipca 2015, czwarty – 18 sierpnia 2016, zaś ostatni – 4 grudnia 2017.
Ponadto w 2014 roku powstał spin-off zatytułowany Sore ga seiyū!: Sōshū-hen (jap. それが声優！総集編), składający się z dwóch tomów. Pierwszy z nich został wydany 17 sierpnia (Comiket 86), zaś drugi – 30 grudnia (Comiket 87). Następnie zostały skompilowane w jednym tomie wydanym 13 sierpnia 2017 pod tytułem Sore ga seiyū!: Dai zenshū (jap. それが声優！大全集).
| Nr | Data wydania (język japoński) | ISBN (język japoński)  |
| -- | ----------------------------- | ---------------------- |
| 1  | 8 lipca 2015                  | ISBN 978-4-7580-6540-5 |
| 2  | 8 lipca 2015                  | ISBN 978-4-7580-6541-2 |
| 3  | 8 lipca 2015                  | ISBN 978-4-7580-6542-9 |
| 4  | 18 sierpnia 2016              | ISBN 978-4-7580-6601-3 |
| 5  | 4 grudnia 2017                | ISBN 978-4-7580-6701-0 |

## Anime
29 grudnia 2014 podczas Comiketu 87 podano do informacji, że manga otrzyma adaptację w formie telewizyjnego serialu anime, zaś 14 stycznia ogłoszono, że za produkcję wykonawczą odpowiadać będzie studio Gonzo. Pierwszy zwiastun został opublikowany w serwisie YouTube 14 kwietnia 2015, zaś 27 czerwca podano do informacji, że premiera anime odbędzie się 7 lipca. Natomiast ostatni, 12. odcinek został wyemitowany 29 września. Kolejne odcinki emitowane były na antenach Tokyo MX, MBS i BS Fuji, natomiast premierowo – we wtorki o 23.00 (czasu japońskiego JST) na antenie Tokyo MX.
Ponadto 23 marca 2016 został wydany 14-minutowy, specjalny odcinek OVA zatytułowany Sore ga seiyū! Petit uchiage (jap. それが声優！プチ打ち上げ Sore ga seiyū! Puchi uchiage).

### Spis odcinków
| Lp. | Tytuł odcinka                     | Premiera         |
| --- | --------------------------------- | ---------------- |
| 1   | Afureko (アフレコ)                | 7 lipca 2015     |
| 2   | Audition Ōdishon (オーディション) | 14 lipca 2015    |
| 3   | WEB radio WEB rajio (WEBラジオ)   | 21 lipca 2015    |
| 4   | Unit Yunitto (ユニット)           | 28 lipca 2015    |
| 5   | Event Ibento (イベント)           | 4 sierpnia 2015  |
| 6   | PV satsuei (PV撮影)               | 11 sierpnia 2015 |
| 7   | Fukikae (吹き替え)                | 18 sierpnia 2015 |
| 8   | Narration Narēshon (ナレーション) | 25 sierpnia 2015 |
| 9   | Manager Manējā (マネージャー)     | 1 września 2015  |
| 10  | Shinro (進路)                     | 8 września 2015  |
| 11  | Jiko kanri (自己管理)             | 15 września 2015 |
| 12  | Live Raibu (ライブ)               | 22 września 2015 |
| 13  | Satei (査定)                      | 29 września 2015 |
| OVA | Puchi uchiage (プチ打ち上げ)      | 23 marca 2016    |

## Zespół muzyczny
Na potrzeby serialu anime powstał zespół Earphones, w którego skład wchodziły odtwórczynie głównych ról: Rie Takahashi, Yuki Nagaku oraz Marika Kōno. Wydane utwory ukazywały się nakładem wytwórni Evil Line Records należącej do King Records. Po zakończeniu emisji anime działalność zespołu była kontynuowana.